# Una visita in fabbrica
Una visita in fabbrica è un poemetto di Vittorio Sereni, pubblicato nel 1961.

## Storia editoriale
Il poemetto esce nel 1961 sul n. 4 della rivista "Il Menabò", a tema "Industria e letteratura", insieme ai contributi di Ottiero Ottieri (Taccuino industriale), Lamberto Pignotti (L'uomo di qualità), Luigi Davì (Il capolavoro) e Giovanni Giudici (Se sia opportuno trasferirsi in campagna, scelta di poesie che lo stesso Sereni contribuì a portare sulla rivista). In epigrafe è riportata la dicitura "1952-58", che per l'Autore «non si riferisce a un tempo di stesura. Inquadra invece un periodo di esperienza personale e diretta», che coincide con gli anni trascorsi nell'azienda Pirelli come addetto all'Ufficio Stampa e Propaganda; la stesura effettiva si conclude invece il 16 aprile 1961.
In una lettera datata maggio 1964, Sereni invia a Franco Fortini il componimento in gruppi staccati di versi, preludio al suo inserimento nella terza raccolta sereniana Gli strumenti umani (1965). Una visita in fabbrica entra a fare parte del libro come seconda sezione, autonoma.

## Tematiche
Il componimento si inserisce nel dibattito degli anni Sessanta sul tema del rapporto tra l'industria e la letteratura.
Rappresenta il punto di vista dell'impiegato (Sereni dagli anni Cinquanta lavorava presso la Pirelli di Milano) rispetto all'alienazione del mondo operaio, all'interno della nuova società capitalistica del dopoguerra e del miracolo economico.
ad altro esorta la sirena artigiana.

Insiste che conta più della speranza l'ira

e più dell'ira la chiarezza,

fila per noi proverbi di pazienza

dell'occhiuta pazienza di addentrarsi

a fondo, sempre più a fondo

sin quando il nodo spezzerà di squallore e rigurgito

un grido troppo tempo in noi represso

dal fondo di questi asettici inferni.»
(V, vv. 11-20)

## Stile
Una visita in fabbrica è un componimento in forma poematica (unico esempio di poesia lunga e narrativa sereniana insieme a Un posto di vacanza) diviso in cinque sezioni.
Nel testo Sereni utilizza la terminologia tecnica del mondo della fabbrica. Inoltre sono presenti debiti linguistici che rimandano allegoricamente all'Inferno dantesco e una citazione da A Silvia di Giacomo Leopardi («Salta su / il più buono e il più inerme, cita: / E di me si spendea la miglior parte / tra spesso e proteste degli altri – ma va là – scatenati.»).
L'autore mette in scena un contrasto tra l'io lirico e la rappresentazione di nuovi personaggi, gli operai a cui dà voce:
sanno quello che vogliono. Non è questo,

non è più questo il punto".»
(IV, vv. 1-3)